# Мирослав Симоновић
Др Мирослав Симоновић (Лесковац, 1949) био је један од познатих лекара грудног одељења Опште болнице у Лесковцу.
Рођен је 1949. године у Мрштану. Основну школу и гимназију завршио је у Лесковцу, а Медицински факултет у Нишу 1974. године. Специјалистички испит из пнеумофтизологије положио је 1983. године у Београду. Учествовао је у формирању кабинета за флексибилну бронхоскопију коју ради од 1987. године. Активни је члан Подружнице СЛД у Лесковцу и члан Секције бронхолога Југославије. Учесник је на многобројним научним састанцима, објавио већи број радова.